# Sotillo de las Palomas
Sotillo de las Palomas ist ein Ort und eine Gemeinde (Municipio) im Nordosten der Provinz Toledo in Spanien mit 183 Einwohnern (Stand: 2024). 

## Lage
Sotillo de las Palomas liegt etwa 75 Kilometer westnordwestlich von Toledo in einer Höhe von ca. 565 m. 
In Sotillo de las Palomas herrscht ein kontinentales Klima mit extremen Temperaturen und starken Amplituden. Die Niederschläge (555 mm/Jahr) sind sehr unregelmäßig und selten, meist im Herbst und Frühling konzentriert.

## Bevölkerungsentwicklung
| Jahr      | 1970 | 1981 | 1991 | 2001 | 2011 | 2021 |
| Einwohner | 337  | 202  | 190  | 204  | 217  | 191  |

## Sehenswertes
- Kirche der Unbefleckten Empfängnis